# Шломин, Митрофан Иванович
Митрофа́н Ива́нович Шло́мин (1896, с. Износково, Малоярославецкий уезд, Калужская губерния — 1917, Москва) — русский рабочий, участник Октябрьского вооружённого восстания 1917 года в Москве.

## Биография
Митрофан Шломин родился 24 ноября 1896 года в селе Износково Малоярославецкого уезда Калужской губернии в крестьянской семье. Учился он сперва в сельской школе, а затем в городском училище в г. Мало-Ярославце, Калужской губернии, куда отец его поступил работать смазчиком в депо Московско-Киево-Воронежской железной дороги вскоре после 1905 года. Но ни той, ни другой школы ему не пришлось окончить. 
После перехода отца в 1910 году в депо Московско-Киево-Воронежской железной дороги, Митрофан в 1911 году поступает в качестве слесарного ученика на завод Шписс- Прена в Москве. В 1914— 1915 годах он работает в водопроводной мастерской «Мюр и Мерилиз», а затем снова возвращается на завод Шписс-Прена.
Работал слесарем в Дорогомиловских механических обозных мастерских. В 1917 году стал членом РСДРП(б). В том же году стал членом Дорогомиловского Военно-революционного комитета. Был командиром отряда Красной Гвардии и одним из организаторов Союза рабочей молодёжи Дорогомиловского подрайона. Во время Октябрьского вооружённого восстания участвовал в сражениях против юнкеров. 27 октября (9 ноября) 1917 года на машине вёз оружие и патроны из центра города в Дорогомилово. Был захвачен юнкерами у Бородинского моста и расстрелян во дворе 5-й школы прапорщиков . Похоронен на Дорогомиловском кладбище.

## Память
5 ноября 1957 года его имя получил проезд Шломина в Москве (ранее — 3-й Николощеповский переулок), .
находящийся недалеко от места, где погиб Митрофан 
.